# Veredas do Paraopeba

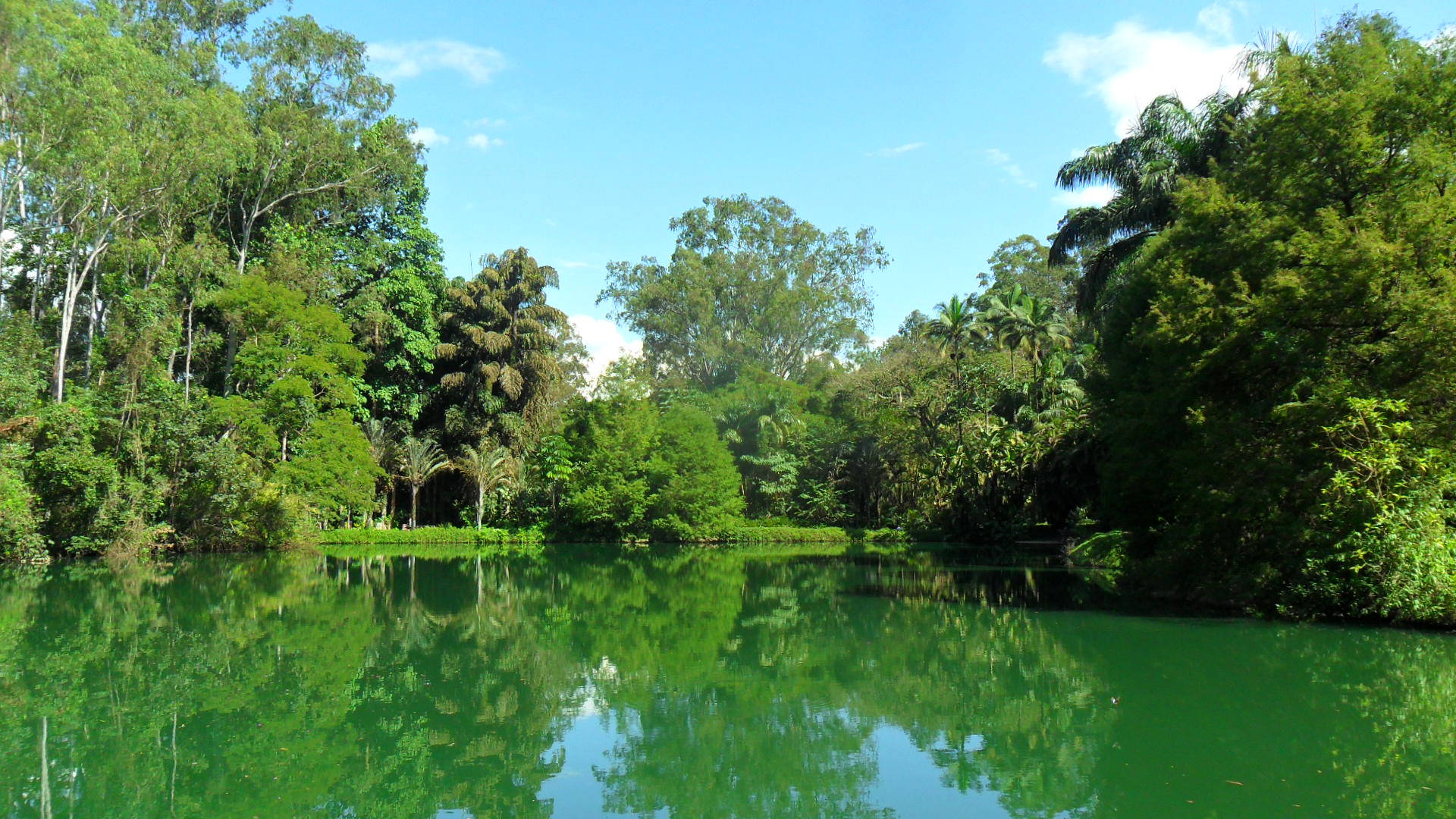
Centro de Arte Contemporânea Inhotim, no município de Brumadinho.

Veredas do Paraopeba é um circuito turístico do estado brasileiro de Minas Gerais.

## Localização
Localizado na mesorregião Metropolitana de Belo Horizonte, o circuito é constituído por dezesete municípios: Belo Vale, Bonfim, Brumadinho, Desterro de Entre Rios, Florestal, Ibirité, Igarapé, Itaguara,Itaúna, Jeceaba, Juatuba, Mário Campos, Moeda, Piedade dos Gerais, São Brás do Suaçuí, São Joaquim de Bicas e Sarzedo.

## Acesso
As principais rodovias que integram os municípios do circuito são a BR-381 e as rodovias estaduais MG-040 e MG-442.

## Patrimônio histórico
Dentre os conjuntos paisagísticos do circuito que constituem o patrimônio histórico tombado pelo Instituto Estadual do Patrimônio Histórico e Artístico de Minas Gerais incluem-se duas edificações construídas na segunda metade do século XVIII: a Fazenda dos Martins, em Brumadinho, e a Fazenda Boa Esperança, em Belo Vale.

## Arte contemporânea
O Centro de Arte Contemporânea Inhotim, um dos principais museus brasileiros de arte contemporânea, é a principal atração turística do circuito.